# Teodoro Alcalde
Teodoro Prisco Alcalde Millos (Callao, 20 septembre 1913 – Lima, 9 août 1995) est un footballeur péruvien qui évoluait au poste d'attaquant. 
Son frère aîné, Jorge Alcalde, était également footballeur et ils ont joué ensemble en équipe du Pérou à la fin des années 1930.

## Biographie

### Carrière en club
Formé au Sport Boys, Teodoro Alcalde aura l'occasion de remporter deux fois le championnat du Pérou (1935 et 1937) au sein du club Rosado dans les années 1930. Il portera les maillots de l'Alianza Lima, Universitario de Deportes et Jorge Chávez dans les années 1940 mais reviendra toujours au Sport Boys où il met un terme à sa carrière en 1950 après une expérience comme entraîneur du club en 1949.

### Carrière en sélection
International péruvien à neuf reprises entre 1936 et 1939, Teodoro Alcalde fait partie de la génération dorée de joueurs péruviens ayant participé aux JO de 1936 à Berlin et qui sera sacrée championne d'Amérique du Sud en 1939 à Lima.

## Palmarès
| Sport Boys - Championnat du Pérou (2) : - Champion : 1935 et 1937. |  | Pérou - Championnat sud-américain (1) : - Vainqueur : 1939. - Jeux bolivariens (1) : - Vainqueur : 1938. |